# Urodus
Urodus är ett släkte av fjärilar. Urodus ingår i familjen Urodidae.

## Dottertaxa tillUrodus, i alfabetisk ordning[1]
- Urodus amphilocha
- Urodus aphanoptis
- Urodus aphrogama
- Urodus auchmera
- Urodus brachyanches
- Urodus calligera
- Urodus carabopa
- Urodus chiquita
- Urodus chrysoconis
- Urodus costaricae
- Urodus cumulata
- Urodus cyanombra
- Urodus cyclopica
- Urodus decens
- Urodus distincta
- Urodus favigera
- Urodus fonteboae
- Urodus forficulella
- Urodus fulminalis
- Urodus fumosa
- Urodus hephaestiella
- Urodus hexacentris
- Urodus imitans
- Urodus imitata
- Urodus iophlebia
- Urodus isoxesta
- Urodus isthmiella
- Urodus lithophaea
- Urodus marantica
- Urodus merida
- Urodus mirella
- Urodus modesta
- Urodus niphatma
- Urodus opticosema
- Urodus ovata
- Urodus pallidicostella
- Urodus pamporphyra
- Urodus parvula
- Urodus perischias
- Urodus porphyrina
- Urodus praetextata
- Urodus procridias
- Urodus pulvinata
- Urodus sanctipaulensis
- Urodus scythrochalca
- Urodus sordidata
- Urodus spumescens
- Urodus staphylina
- Urodus subcaerulea
- Urodus sympiestis
- Urodus tineiformis
- Urodus transverseguttata
- Urodus triancycla
- Urodus venatella
- Urodus xiphura